# Trans-Lux
Trans-Lux — компания, которая специализируется на проектировании, продаже, аренде и обслуживании многоцветных, в режиме реального времени данных и светодиодных больших экранов электронных информационных дисплеев, но в первую очередь известна как крупный поставщик национальных тикеров для фондовых бирж. Эти внутренние и наружные дисплеи используются по всему миру во многих отраслях, включая банковское дело, игровую сферу, корпоративную сферу, розничную торговлю, здравоохранение, спорт, транспорт и финансовую сферу.

## Ранняя история
Компанию создал Перси Норман Фурбер, англичанин, который переехал в Соединённые Штаты в октябре 1918 года после того, как некоторое время занимался бурением скважин для добычи нефти и ртути в Мексике. Фурбер был заинтересован в разработке проекционной системы, которую можно было бы использовать в освещенной комнате. Чтобы помочь с этим, он заручился помощью друга, Артура Пейна, бывшего сотрудника Томаса Эдисона. У Пейна была идея обратной проекции; проецирования изображения через экран, а не на него. Однако эта концепция требовала более тонкого и полупрозрачного материала экрана, чем тот, что был доступен в то время.

## Движущийся свет
В 1920 году Фурбер основал American Lux (лат. «легкий») Products. Три года спустя, используя высококачественный натуральный шёлк, American Lux Products удалось создать свой первый успешный экран, первоначальные продажи которого в основном направлялись в школы и церкви. Только после посещения Нью-Йоркской фондовой биржи Фурбер увидел действительно прибыльное применение проекционных экранов. В то время брокеры получали последние котировки акций из стеклянного куполообразного тикера. Эта информация предоставлялась телеграфом и/или проводной службой Western Union. Машина печатала результаты на длинном тонком листе бумаги, известном как лента тикера, причем брокеры, находящиеся ближе всего к принтеру, имели преимущество. До этого изобретения любая информация о акциях писалась от руки, обычно на доске мелом. Хотя результаты были менее мгновенными, они были лучше видны. Фурбер объединил лучшие аспекты обоих методов, увеличив котировки акций с ленты тикера и выведя их на проекционный экран. В 1923 году компания установила первую систему проекции тикерной ленты «Movie ticker» на Нью-Йоркской фондовой бирже. Как и все тикерные ленты того времени, это был механический формат, но с использованием желтых точек на черном фоне он создавал иллюзию электронно сгенерированных зеленых букв и цифр.
Именно этот биржевой тикер дал название компании: Trans-Lux, что означает «движущийся свет».
Финансирование этой новой операции требовало больше капитала, поэтому 26 августа 1925 года Фурбер вывел свою компанию на биржу. Она была размещена на Нью-Йоркской фондовой бирже, которая позднее стала Американской фондовой биржей. До делистинга в 2011 году акции Trans-Lux были старейшей компанией, размещенной на Американской фондовой бирже. В 1925 году у компании было 41 инсталляция на биржевых площадках и в залах заседаний брокерских домов по всей стране.

## Движущиеся картинки
К 1927 году компания создала значительно больший, коммерческий экран для кинотеатров и вывела его вместе со своей системой заднего проецирования и новым широкоугольным объективом в киноиндустрию акции Trans-Lux были старейшей компанией, размещенной на Американской фондовой бирже. В партнерстве со студией RKO (Radio-Keith-Orpheum) была создана корпорация Trans-Lux Movies Corporation для дальнейшего проникновения на рынок. Используя Trans-Lux в качестве своего торгового названия, она начала программу строительства кинотеатров. Первый театр Trans-Lux на 58-й улице и Мэдисон-авеню в Нью-Йорке был фактически переоборудован из торгового помещения и имел более крупные сиденья, больше места для ног и более широкие проходы, чем в среднем театре того времени. Вмещая всего 158 человек, он был слишком мал для привлекаемой им толпы. Технология обратной проекции позволяла осветительным приборам оставаться низкими, чтобы зрители могли читать свои программы и легко находить свои места, а также устраняла отвлекающий фактор в виде луча света, прорезавшего толпу из кабины верхнего проецирования. В соответствии со своим новостным «наследием» театр показывал программу, состоящую исключительно из «короткометражек» (обычно комедийных номеров или музыкальных номеров) и кинохроники. Когда третий театр компании открылся в двух кварталах от него на 60-й и Мэдисон 10 ноября 1933 года, его снова превратили в торговое пространство.
В 1931 году Перси Фербер передал управление компанией своему сыну Перси. К этому времени Trans-Lux имела 4000 акционеров, более 100 сотрудников и была оценена в 2 миллиона долларов. В 1934 году компания открыла еще два кинотеатра кинохроники в Бруклине, Нью-Йорк, и один в Филадельфии. В течение следующих трех лет было добавлено еще три кинотеатра, а архитектор Томас У. Лэмб спроектировал театр в Вашингтоне, округ Колумбия. Предлагая 600 мест, обтянутых синей кожей, его вестибюль был украшен спортивными фресками нью-йоркского художника Андре Худякоффа, это было одно из первых общественных зданий в городе, в котором был установлен кондиционер. Расположенный в одном квартале от Белого дома, он считался самым элегантным театром в стиле ар-деко в столице, вплоть до его безвременного сноса в 1975 году.
В 1937 году компания сократила свое название до Trans-Lux Corporation. Наряду с другими предприятиями, связанными с театром, она изначально пострадала во время послевоенного спада в кино. Вернувшиеся ветераны учились в колледже по закону о военнослужащих, женились и создавали семьи. Молодожены и молодые семьи с детьми обычно были ограничены в средствах и ставили покупку дома, автомобиля и новой бытовой техники выше похода в кино. Спадающий бизнес компании по производству хроникальных фильмов быстро восстановился, когда она перешла на показ полнометражных фильмов в 1949 году, но еженедельная посещаемость кинотеатров все еще резко упала: с 78,2 миллионов в 1946 году до 58 миллионов к 1950 году, когда американская публика предпочла сидеть дома перед своими новыми телевизорами, а не ходить в кино.
Поскольку этот послевоенный средний класс начал переезжать из городов в пригороды, торговые комплексы для их поддержки разрастались, а за ними и театры. В 1964 году Trans-Lux построила свой первый торговый центр-театр на 850 мест в торговом центре Reisterstown Road Plaza Mall в Балтиморе. К 1969 году компания построила большие современные театры еще в пяти пригородных торговых центрах, почти удвоив размер своих театральных холдингов, и к 1965 году имела 37 театров в десяти штатах.
К концу 1960-х годов бум строительства кинотеатров также закончился. В 1973 году Trans-Lux впервые за много лет потеряла деньги на своих кинотеатрах. Этот бум усугубил проблему нехватки качественных фильмов в новой независимой отрасли. Торги за фильмы стали жесткими, и многие компании разделили свои отдельные кинотеатры на близнецов. Стали появляться трех- и четырехзальные кинотеатры, и когда Ричард Брандт сменил Перси Фербера на посту председателя совета директоров в 1974 году, тенденция к мультиплексам (с 12 экранами) была в полном разгаре. Некоторые из кинотеатров компании были разделены на двух- и трехзальные, а другие были полностью распроданы.
В разгар этого Trans-Lux занялась бизнесом мультимедийных шоу. Премьера San Francisco Experience в 1970 году, 29-проекционного, семиэкранного представления с 30 спецэффектами, вдохновила компанию нанять её создателей для разработки мультимедийного развлекательного фильма о Нью-Йорке с бюджетом около 1 миллиона долларов. Открытие 45-проекторного, 16-экранный фильм 28 сентября 1973 года был названо «ослепительным и захватывающим» газетой The New York Times. New York Experience, который размещался в подвале здания McGraw-Hill в Рокфеллеровском центре, стал самым продолжительным коммерческим мультимедийным шоу в истории. Шоу включало панорамные киноэкраны, слайд-проекции, обширные световые и звуковые системы, а также манекен, который падал с потолка, чтобы воссоздать повешение Натана Хейла. Растущие расходы на аренду вынудили его закрыться в 1989 году.
К 1981 году кинотеатральные активы Trans-Lux сократились до 28 экранов, сосредоточенных на северо-востоке, в частности в Коннектикуте. К середине 1990-х годов театральное подразделение инвестировало в строительство новых кинотеатров на западе США, доведя общее количество экранов компании до 65. В 2000 году фирма открыла собственную кинокассу в Лос-Анджелесе.

## Телевидение
К 1950 году телевидение стало самой популярной формой развлечений в Америке. В 1940 году в США было всего 3785 телевизоров, а станции располагались всего в пяти городах. Два десятилетия спустя в девяти из десяти домов было как минимум один телевизор.
Trans-Lux вскоре начала разрабатывать специализированное проекционное оборудование для телевизионных студий, значительно расширила свои инженерные возможности и начала поставлять студиям экраны и проекторы «Teleprocess». Когда в конце 1940-х годов появилось телевидение с замкнутой цепью (CCTV), Trans-Lux адаптировала эту технологию для просмотра информации о фондовом рынке и сформировала электронное подразделение для разработки и продажи систем CCTV в 1959 году. Они также разработали службу синдикации телевизионных программ и совместно с Adventure Cartoon Productions выпустили популярные анимационные детские сериалы: Felix the Cat и The Mighty Hercules. Расширение бизнеса потребовало от Trans-Lux переезда из штаб-квартиры в Бруклине в более крупное пятиэтажное здание в Лонг-Айленд-Сити. Они также снимали фильм «Мэк и Майер по найму» на студии Hempstead Studios в Лонг-Айленд-Сити.
В 1967 году они поручили Titra Studios, нью-йоркской звукозаписывающей компании, которая обеспечивала переводы иностранных фильмов на английский язык, «американизировать» новый аниме-сериал «Speed Racer» для внутреннего телевидения. Trans-Lux сохранила сериал до 1969 года, когда она продала свои активы в области анимационного телевидения, чтобы сосредоточиться на производстве светящихся биржевых тикеров. Каталог фильмов Trans-Lux был куплен независимым дистрибьютором Аланом Глейтсманом, чья компания Alan Enterprises продолжала транслировать Speed Racer на независимых телеканалах в течение 1970-х годов. В том же году компания снова переместила свою штаб-квартиру, на этот раз в Норуолк, штат Коннектикут. Начиная с 1990-х годов, все текущие трансляции и домашние медиа-релизы Speed Racer больше не используют начальную подпись «Trans-Lux television presents».
Что касается библиотеки Trans-Lux, Глейцман вышел из бизнеса по синдицированию в 1986 году и продал свои активы компании Color Systems Technology, занимающейся колоризацией, которая, в свою очередь, продала библиотеку (включающую библиотеку Alan Enterprises/Trans-Lux, права на Speed Racer и серию Adventure Cartoon Productions) компании Broadway Video в 1989 году из-за банкротства.

## Котировки акций и вывески
В 1940 году Trans-Lux приобрела патент на систему сигнализации с дистанционным управлением, которая позволяла небольшим круглым гранулам формировать буквы и цифры и перемещаться по наружным информационным знакам. Она также объединила усилия с Artkraft Strauss Sign Corporation, которая была первой корпорацией по вывескам, впервые осветившей «Великий Белый Путь» Бродвея. К 1948 году она поставляла электрические передвижные информационные знаки рекламодателям, радиостанциям и издателям по всей стране. В то же время у Trans-Lux было 1400 проекторов биржевых тикеров и 80 новостных проекторов в Соединенных Штатах, а также еще 200 в Канаде.
К началу 60-х годов Trans-Lux начала видеть необходимость в больших инвестициях в электронику, поскольку фондовые биржи и брокерские фирмы были завалены новыми, передовыми технологиями сбора и проецирования информации. Судьба компании была связана с двухэтапным процессом ее старой системы: информация, на которую она полагалась, начиналась с цен с ленты тикера, затем требовалась задержка, поскольку лента тикера смещалась от печатающей головки в положение просмотра для проецирования или показа по телевидению. С электронным дисплеем тикера Trans-Lux могла обойти стадию печати, создав систему мгновенной информации в реальном времени.
В 1965 году компания была шокирована введением нового 45-футового (14-метрового) электронного дисплея, установленного на торговом зале Нью-Йоркской фондовой биржи конкурентом Recognition Equipment Inc. (REI) из Далласа. Несмотря на то, что электронное настенное устройство Ultronic Letrascan уже несколько лет стабильно заменяло тикеры Trans-Lux, установка на Нью-Йоркской фондовой бирже вызывала беспокойство, поскольку Trans-Lux имела давние деловые отношения с биржей. Компания заключила сделку с REI: поскольку Trans-Lux нуждалась в технологии Recognition, а им нужны были знания Trans-Lux о том, как продавать оборудование для тикеров, они создали совместное предприятие для создания гораздо меньшей версии системы Recognition.
Два года спустя они анонсировали Trans-Lux Jet, названную в честь струй воздуха, которые управляли формированием символов на знаке. Это был самый высококачественный, работающий в режиме реального времени, непрерывный настенный дисплей, когда-либо созданный, и новый метод просмотра самой последней информации о продажах на фондовом рынке. Его десятифутовый размер делал его идеальным для брокерских контор, но, возможно, лучшей новостью для Trans-Lux было то, что ему больше не нужно было полагаться на тикер Western Union. Американские и канадские брокерские дома заказали более 1000 Trans-Lux Jet за первые шесть месяцев, и Trans-Lux открыла международный офис в Цюрихе, Швейцария, для работы с зарубежными заказами. К середине 1969 года использовалось около 3000 Jet. Вскоре после появления Jet Trans-Lux применила те же инновации к замкнутому телевидению.
Популярность Jet потребовала от Trans-Lux поиска более крупного производственного объекта. В 1970 году компания переехала в Норуолк, штат Коннектикут. Спрос на Jets продолжал расти. Были выпущены более длинные версии 15, 25 и 43 футов (13 м). В 1969 году Trans-Lux удалось уменьшить размер Jet до одной пятой от оригинала. Десять лет спустя, разработав мощный миниатюрный микропроцессорный чип, компания уменьшила Jet до одной двадцать пятой от его первоначального размера.
Несмотря на успех Jet, он не смог охватить один важный сегмент фондового рынка: крупные держатели портфелей и активные трейдеры не могли автоматически сосредоточиться на своих рыночных целях и частных индивидуальных пакетах акций. Когда чикагская компания Quotemaster (позже Extel) разработала экспериментальный прототип для выборочного считывающего устройства, Trans-Lux обратилась к ним. Компания вскоре начала разрабатывать и производить устройство, теперь называемое Personal Ticker, которое можно было запрограммировать на мониторинг до 40 акций на одной бирже. К 1969 году Trans-Lux начала устанавливать продукт для частных инвесторов, управляющих портфелями, администраторов пенсионных фондов, инвестиционных консультантов и индивидуальных брокеров. В том же году сильный растущий рынок внезапно закончился, что радикально повлияло на установку всех типов оборудования Trans-Lux.
После спада рынка руководство Trans-Lux поняло, что продажи электронных дисплеев не должны чрезмерно зависеть от одной отрасли, и решило диверсифицироваться. В 1970 году компания сформировала отдел промышленных продаж под руководством Луиса Кредидио, который занялся товарным рынком и в 1971 году продал Чикагской торговой палате адаптированную версию Personal Ticker, T-900. Вскоре Trans-Lux завершила продажи многим другим товарным биржам, завоевав небольшой, но важный новый рынок. Когда продажи телетайпных терминалов Extel резко пошли вверх, компания заключила контракт с Trans-Lux на производство клавиатур и селекторов промежуточных станций, что привело к выходу Trans-Lux на рынок телетайпов. Кредидио изучил сферу телексных терминалов, и к 1974 году Trans-Lux начала продавать телексный терминал Trans-Lux Teleprinter (TLT) нескольким отраслям. К 1975 году было установлено более 700 терминалов.

## Диверсификация
В начале 1995 года Trans-Lux приобрела Integrated Systems Engineering, Inc., компанию по производству электронных знаков полного цикла, чтобы расширить свои возможности в области наружных вывесок, например, тех, что можно найти на рекламных щитах или снаружи стоянок грузовиков, банков и спортивных арен. Возможности компании по производству электронных дисплеев возросли в 2000 году, когда она открыла современный завод по производству наружных дисплеев в Юте. Подразделение по производству дисплеев для помещений оставалось основным поставщиком средств связи для банковского и финансового сообщества, но теперь клиентами стали театры, музеи, отели, корпорации и военные госпитали. Подразделение пережило скачок роста в 2000 году, когда Австралийский совет по контролю за азартными играми одобрил серийный слот-контроллер Trans-Lux для продажи в своей стране. Это решение также увеличило продажи светодиодных дисплеев джекпот-метров, которые работают рука об руку с контроллерами слотов. Trans-Lux также вошла в сферу здравоохранения с продуктами, предназначенными для больниц, аптек и амбулаторий, предлагая критически важные информационные дисплеи.
В 2001 году Cincinnati Reds установили новые дисплеи RainbowRibbon™ на лицевой панели компании, а также табло счета бейсбола, табло питчера и игровое табло за городом на своем новом стадионе Great American Ball Park на 42 000 мест, по оценочной стоимости более 3 миллионов долларов. RainbowRibbon™ использует уникальное масштабирование XFS от Trans-Lux, которое позволяет точно управлять видеоизображениями и улучшает качество изображения при более низких разрешениях, типичных для светодиодных дисплеев. Триста футов дисплея в установке Reds включали более 273 500 пикселей в матрице светодиодов с 8,6 миллиардами цветов и привлекли внимание многих профессиональных спортивных команд благодаря своей способности оптимизировать рекламное пространство на фасциях арены и стадиона. Дисплеи плавно переходят между видео, рекламой, анимацией, макетами очков/статистики и до шести строк текста по всему интерьеру объекта. Система также включала табло подсчета мячей SpectraLens™ размером 3,5' x 33,5' и гигантское табло SpectraLens размером 24' x 164', которое в 2003 году, когда парк открылся, было, возможно, самым большим табло накаливания, когда-либо построенным для профессионального спортивного сооружения на сегодняшний день. Табло, расположенное в левом аутфилде, способно отображать счет игры, графику, анимацию, статистику игроков, рекламу и общую информацию.
Trans-Lux продолжала поставлять светодиодные/лампы накаливания и системы подсчета очков для команд высшей и низшей лиги бейсбола, таких как San Francisco Giants. Помимо профессионального бейсбола, Trans-Lux поставляла дисплеи и оборудование для других профессиональных спортивных команд, таких как Charlotte Hornets и Detroit Pistons из NBA.
К 2002 году годовой доход достиг 70,1 млн долларов в трех подразделениях: уличные дисплеи, внутренние дисплеи и развлечения/недвижимость. Хотя штаб-квартира компании по-прежнему находится в Норволке, производственные операции были перенесены в Стратфорд, штат Коннектикут, в 2008 году. Теперь у Trans-Lux есть основные центры продаж и обслуживания в США в Норволке, Нью-Йорке, Атланте, Чикаго и Торрансе, штат Калифорния, в дополнение к их филиалам по всей территории США и Канады. Дочерние компании расположены в Айове, Юте, Канаде и Австралии. Международное подразделение Trans-Lux поддерживает дистрибьюторскую сеть по всему миру, включая большинство крупных финансовых центров, а также многие новые развивающиеся страны. В последние годы штаб-квартира компании вернулась в Нью-Йорк, а центры продаж и обслуживания в Норуолке и Атланте были объединены в нью-йоркский офис. В качестве дальнейшего последствия офис в Чикаго был закрыт, а офис в Торрансе, Калифорния, переехал в Камарилло, Калифорния.

## Подразделения компании
Trans-Lux также имеет три дочерних предприятия:
- Fair Play Scoreboards — производитель табло и спортивного оборудования.
- TL Energy, поставщик светодиодного освещения.
- PrismaTronic, поставщик цифровых светодиодов для рынка наружной рекламы.

## Публичные документы
Как указано в документах SEC, 28 марта 2003 года дочерняя компания Trans-Lux Corporation, полностью принадлежащая ей, продала свое подразделение по производству индивидуальных спортивных товаров, включая лицензирование интеллектуальной собственности и свой объект, расположенный в Логане, штат Юта, компании Barco, Inc., за наличные около 3,7 млн долларов США, плюс принятие двух промышленных облигаций на общую сумму около 4,2 млн долларов США, за приблизительную общую цену продажи 7,9 млн долларов США.
Trans-Lux также объявила о получении письма от NYSE Amex от 10 ноября 2010 года, в котором сообщалось, что Комиссия по квалификации листингов Комитета по ценным бумагам биржи подтвердила решение о делистинге обыкновенных акций Trans-Lux с 17 ноября 2010 года.

## Логотипы

### Первый логотип (2 октября 1958—1961)
Первый и наиболее распространенный вариант включает в себя оливково-серое поле, которое затем переходит в экран телевизора с примененным эффектом перспективы, который появляется между огромной буквой «T» и огромной буквой «L». Выше и справа от «T» находятся буквы «RANS» (более мелким шрифтом), а ниже и правее от «L» находятся буквы «UX» тем же более мелким шрифтом.
На экране телевизора изображён кот Феликс, стоящий на фоне солнечных лучей; Феликс держит палец в воздухе и говорит «Righty-O!», «THE END», написанное белыми буквами, постепенно появляется в нижнем левом углу. Вторичный вариант включает в себя переход экрана к логотипу вместо перехода в режим радуги. На этот раз поле либо бежевое, либо синее, «RANS» имеет точку после S, а на экране телевизора есть буквы «TV». Экран телевизора постепенно переходит в неподвижное изображение Феликса, машущего камере.
Пятнадцатинотонная фанфара, из которых последние 4 — громкий гудок; Феликс говорит. Первоначально эта конечная фанфара звучала в конце короткометражного мультфильма Paramount «Huey’s Father’s Day» (1959); в конечном итоге она была повторно использована вместе со многими музыкальными репликами Уинстона Шарплза из Paramount/Famous Studios во время совместной работы с Джо Ориоло для этого телесериала (он также сочинил некоторую оригинальную музыку для шоу). Хотя эта аранжировка использовалась для версии «Righty-O!» названия, она также оказалась в некоторых эпизодах, изначально использующих вторичный вариант, без звучания крылатой фразы Феликса.
Другой, более быстрый 4-нотный гудок, когда Феликс не говорит, появляется исключительно во вторичном бежево-синем варианте. Как и другая вариация, эта фанфара также изначально была взята из конца мультфильма Paramount, в данном случае «Good Scream Fun» (1958).

### Второй логотип (1959—1969)
Есть слово «TRANS-LUX», написанное большими буквами без засечек, стилизованное под логотип THX, с полосой на T и хвостом на «S», расширенными для контура «TRANS», нижней полосой «L» в «LUX», переходящей в подчеркивание, и полосой над «LUX», которая касается верхней правой части «X».
На Felix the Cat логотип белый и меньше. Он расположен над логотипом шоу на розовом фоне. На The Mighty Hercules логотип черный и больше, и находится на синем фоне. Он окружен белым текстом «A» и «TELEVISION PRESENTATION PRODUCED BY ADVENTURE CARTOONS FOR TELEVISION INC.».